# Гвам на Олимпијским играма
Гвам је први пут учествовао на Летњим олимпијским играма 1988 године у Сеулу и од тада је учествовао на свим Летњим олимпијским играма до данас.
Представници Гвама су исте године учествовали први пут и на Зимским олимпијским играма 1988, али после нису више учествовали.
Гвам припада групи земаља које нису освајале олимпијске медаље.

## Медаље

### Учешће и освојене медаље на ЛОИ
| Учешће и освојене медаље Гвама на ЛОИ |                      |        |      |      |        |       |        |        |        |         |
| ЛОИ                                   | Носилац заставе      | Учешће | Муш. | Жене | сопрт. | Злато | Сребро | Бронза | Укупно | Пласман |
| 1988. Сеул                            | Рикардо Блас         | 19     | 14   | 5    | 7      | 0     | 0      | 0      | 0      | -       |
| 1992. Барселона                       | Френк Флорес         | 22     | 16   | 6    | 8      | 0     | 0      | 0      | 0      | -       |
| 1996. Атланта                         | Patrick Sagisi       | 8      | 6    | 2    | 4      | 0     | 0      | 0      | 0      | -       |
| 2000. Сиднеј                          | Melissa Lynn Fejeran | 7      | 5    | 2    | 5      | 0     | 0      | 0      | 0      | -       |
| 2004. Атина                           | Џефри Коб            | 4      | 3    | 1    | 3      | 0     | 0      | 0      | 0      | -       |
| 2008. Пекинг                          | Рикардо Блас јр.     | 6      | 4    | 2    | 5      | 0     | 0      | 0      | 0      | -       |
| 2012. Лондон                          | Марија Дун           | 8      | 5    | 3    | 5      | 0     | 0      | 0      | 0      | -       |
| 2016 Рио де Жанеиро                   |                      |        |      |      |        |       |        |        |        |         |
| 2020. Токио                           |                      |        |      |      |        |       |        |        |        |         |
| 2024. Париз                           |                      |        |      |      |        |       |        |        |        |         |
| 2028. Лос Анђелес                     | предстојећи догађај  |        |      |      |        |       |        |        |        |         |
| 2032. Бризбејн                        | предстојећи догађај  |        |      |      |        |       |        |        |        |         |
| Укупно (7)                            |                      | 74     | 53   | 21   |        | 0     | 0      | 0      | 0      |         |

### Преглед учешћа спортиста Гвама по спортовима на ЛОИ
Стање после ЛОИ 2008.
| Спорт         | Период | Период   | Укупно | Мушки | Жене |   |   |   |   |
| Спорт         | Прво   | Последње | Укупно | Мушки | Жене |   |   |   |   |
| ------------- | ------ | -------- | ------ | ----- | ---- | - | - | - | - |
| Атлетика      | 1988   | 2012     | 17     | 8     | 9    | 0 | 0 | 0 | 0 |
| Бициклизам    | 1992   | 2012     | 7      | 6     | 1    | 0 | 0 | 0 | 0 |
| Бокс          | 1988   | 1988     | 1      | 1     | 0    | 0 | 0 | 0 | 0 |
| Дизање тегова | 1988   | 2000     | 4      | 3     | 1    | 0 | 0 | 1 | 1 |
| Једрење       | 1988   | 2000     | 5      | 3     | 2    | 0 | 0 | 0 | 0 |
| Кајак и кану  | 2008   | 2008     | 1      | 1     | 0    | 0 | 0 | 0 | 0 |
| Пливање       | 1988   | 2012     | 15     | 10    | 5    | 0 | 0 | 0 | 0 |
| Рвање         | 1988   | 2012     | 5      | 4     | 1    | 0 | 0 | 0 | 0 |
| Стреличарство | 1992   | 1992     | 1      | 1     | 0    | 0 | 0 | 0 | 0 |
| Џудо          | 1988   | 2012     | 6      | 5     | 1    | 0 | 0 | 0 | 0 |
| Укупно (10)   |        |          | 62     | 42    | 20   | 0 | 0 | 0 | 0 |

Разлика у горње две табеле од 12 учесника (11 мушкараца и 1 жена) настала је у овој табели јер је сваки спортиста без обриза колико је пута учествовао на играма и у колико разних спортова на истим играма рачунат само једном

### Освојене медаље на ЗОИ
| Учешће и освојене медаље Гвама на ЗОИ |                      |                      |                      |                      |                      |                      |                      |                      |                      |                      |
| ЗОИ                                   | Носилац заставе      | Учешће               | Муш.                 | Жене                 | сопрт.               | Злато                | Сребро               | Бронза               | Укупно               | Пласман              |
| 1988. Калгари                         | Judd Bankert         | 1                    | 1                    | 0                    | 1                    | 0                    | 0                    | 0                    | 0                    | -                    |
| 1992. Албервил                        | Гвам није учествовао | Гвам није учествовао | Гвам није учествовао | Гвам није учествовао | Гвам није учествовао | Гвам није учествовао | Гвам није учествовао | Гвам није учествовао | Гвам није учествовао | Гвам није учествовао |
| 1994. Лилехамер                       | Гвам није учествовао | Гвам није учествовао | Гвам није учествовао | Гвам није учествовао | Гвам није учествовао | Гвам није учествовао | Гвам није учествовао | Гвам није учествовао | Гвам није учествовао | Гвам није учествовао |
| 1998. Нагано                          | Гвам није учествовао | Гвам није учествовао | Гвам није учествовао | Гвам није учествовао | Гвам није учествовао | Гвам није учествовао | Гвам није учествовао | Гвам није учествовао | Гвам није учествовао | Гвам није учествовао |
| 2002. Сот Лејк Сити                   | Гвам није учествовао | Гвам није учествовао | Гвам није учествовао | Гвам није учествовао | Гвам није учествовао | Гвам није учествовао | Гвам није учествовао | Гвам није учествовао | Гвам није учествовао | Гвам није учествовао |
| 2006. Торино                          | Гвам није учествовао | Гвам није учествовао | Гвам није учествовао | Гвам није учествовао | Гвам није учествовао | Гвам није учествовао | Гвам није учествовао | Гвам није учествовао | Гвам није учествовао | Гвам није учествовао |
| 2010. Ванкувер                        | Гвам није учествовао | Гвам није учествовао | Гвам није учествовао | Гвам није учествовао | Гвам није учествовао | Гвам није учествовао | Гвам није учествовао | Гвам није учествовао | Гвам није учествовао | Гвам није учествовао |
| 2014. Сочи                            | Гвам није учествовао | Гвам није учествовао | Гвам није учествовао | Гвам није учествовао | Гвам није учествовао | Гвам није учествовао | Гвам није учествовао | Гвам није учествовао | Гвам није учествовао | Гвам није учествовао |
| 2018 Пјонгчанг                        |                      |                      |                      |                      |                      |                      |                      |                      |                      |                      |
| 2022. Пекинг                          |                      |                      |                      |                      |                      |                      |                      |                      |                      |                      |
| 2026. Милано и Кортина                | предстојећи догађај  |                      |                      |                      |                      |                      |                      |                      |                      |                      |
| 2030. Француски Алпи                  | предстојећи догађај  |                      |                      |                      |                      |                      |                      |                      |                      |                      |
| 2034. Солт Лејк Сити                  | предстојећи догађај  |                      |                      |                      |                      |                      |                      |                      |                      |                      |
| Укупно (1)                            |                      | 1                    | 1                    | 0                    |                      | 0                    | 0                    | 0                    | 0                    |                      |

### Преглед учешћа спортиста Гвама по спортовима на ЗОИ
После ЗОИ 2010.
| Спорт      | Период | Период   | Укупно | Мушки | Жене |   |   |   |   |
| Спорт      | Прво   | Последње | Укупно | Мушки | Жене |   |   |   |   |
| ---------- | ------ | -------- | ------ | ----- | ---- | - | - | - | - |
| Биатлон    | 1988   | 1988     | 1      | 1     | 0    | 0 | 0 | 0 | 0 |
| Укупно (1) |        |          | 1      | 1     | 0    | 0 | 0 | 0 | 0 |

## Занимљивости
- Најмлађи учесник: Вероника Камингс, 15 година и 174 дана Сеул 1988. пливање
- Најстарији учесник: Lourdes Klitzkie, 48 година и 235 дана Сеул 1988. атлетика
- Највише учешћа: Jan Iriarte  и Patrick Sagisi по 3 учешћа (1988, 1992 и 1996)
- Највише медаља: -
- Прва медаља: -
- Прво злато: -
- Најбољи пласман на ЛОИ: -
- Најбољи пласман на ЗОИ: -